# Nastro d'argento - Grandi Serie alla miglior serie TV - Commedia
Il Nastro d'argento - Grandi Serie alla miglior serie TV - Commedia è un riconoscimento italiano assegnato annualmente dal Sindacato nazionale giornalisti cinematografici italiani a partire dal 2022 alla miglior serie televisiva italiana di genere commedia.

## Vincitori e candidati
I vincitori sono indicati in grassetto, a seguire gli altri candidati.

### Anni 2022-2029
- 2022
  - Bangla - La serie, regia di Emanuele Scaringi e Phaim Bhuiyan
  - I delitti del BarLume, regia di Roan Johnson
  - Tutta colpa di Freud - La serie, regia di Rolando Ravello

- 2023
  - Call My Agent - Italia, regia di Luca Ribuoli
  - Boris - Quarta stagione, regia di Giacomo Ciarrapico e Luca Vendruscolo
  - I delitti del BarLume, regia di Roan Johnson e Milena Cocozza
  - Incastrati - Seconda stagione, regia di Ficarra e Picone
  - Sono Lillo, regia di Eros Puglielli
- 2024
  - Call My Agent - Italia, regia di Luca Ribuoli
  - Gigolò per caso, regia di Eros Puglielli
  - Non ci resta che il crimine - La serie, regia di Massimiliano Bruno e Alessio Maria Federici
  - Questo mondo non mi renderà cattivo, regia di Zerocalcare
  - Vita da Carlo, regia di Carlo Verdone e Valerio Vestoso
- 2025
  - Hanno ucciso l'Uomo Ragno - La leggendaria storia degli 883, regia di Sydney Sibilia
  - Imma Tataranni - Sostituto procuratore, regia di Francesco Amato
  - Sconfort Zone, regia di Maccio Capatonda
  - Vincenzo Malinconico, avvocato d'insuccesso, regia di Luca Miniero
  - Vita da Carlo, regia di Carlo Verdone